# Liste der Lieder von Gerhard Gundermann
Diese Liste der Lieder von Gerhard Gundermann enthält viele der über 300 Lieder des ostdeutschen Liedermachers Gerhard Gundermann. Im ersten Teil sind Eigeninterpretationen – oft mit seiner Band Seilschaft – eigener und fremder Lieder aufgeführt, im zweiten Teil seine Textbeiträge für Silly.
Die Liste stützt sich v. a. auf die veröffentlichten Alben und die beiden von Mario Ferraro herausgegebenen Liederbücher. Weitere Lieder sind unterschiedlich gut dokumentiert. Deshalb ist hier keine Vollständigkeit gewährleistet.

## Gundermann als Interpret
Die Tabelle ist chronologisch nach Studioalben sortiert. Lieder, die nicht dort veröffentlicht wurden, sind dahinter alphabetisch aufgelistet. Bei diesen Stücken sind alle Veröffentlichungen auf weiteren CDs genannt. Außerdem wurden die bei den Liedgefährten genannten „Koffer-Songs“ und vereinzelt auch weitere Quellen einbezogen. Die Abkürzung „VÖ“ steht für „Veröffentlichung“ und bezieht sich als Spaltenbezeichnung ausschließlich auf Studioalben. Dahinter ist – soweit bekannt – das Jahr der Entstehung genannt. Die meisten Lieder wurden in zwei Liederbüchern (LB „1“ und „2“) herausgegeben. In einigen Fällen ist nur der Text ohne Noten abgedruckt, dann ist die Nummer in Klammern gesetzt.
| Studioalbum                  | Titel                                                    | Kommentar | VÖ    | Jahr  | LB     |
| ---------------------------- | -------------------------------------------------------- | --- | ----- | ----- | ------ |
| Männer, Frauen und Maschinen | Lancelots Zwischenbilanz I                               | Anfang von Lancelots Zwischenbilanz II | 1988  | 1981  | 2      |
| Männer, Frauen und Maschinen | Halte durch                                              | | 1988  |       | 1      |
| Männer, Frauen und Maschinen | Lohntag                                                  | | 1988  |       | —      |
| Männer, Frauen und Maschinen | Verzweifeltes Kinderlied mit kleinbürgerlichem Einschlag | | 1988  |       | —      |
| Männer, Frauen und Maschinen | Scheißspiel                                              | | 1988  |       | 1      |
| Männer, Frauen und Maschinen | Meine Hände                                              | | 1988  |       | —      |
| Männer, Frauen und Maschinen | An Vater                                                 | | 1988  |       | —      |
| Männer, Frauen und Maschinen | Wie ein Freund                                           | Fennario (traditionell), bekannt durch Joan Baez | 1988  |       | —      |
| Männer, Frauen und Maschinen | Mann aus Eisen                                           | bereits im Film Gundi Gundermann (VÖ: 1983) | 1988  |       | —      |
| Männer, Frauen und Maschinen | Trauriges Lied vom sonst immer lachenden Flugzeug        | bereits im Film Gundi Gundermann (VÖ: 1983) | 1988  |       | —      |
| Männer, Frauen und Maschinen | Hoy Woy                                                  | Eagle von ABBA; keine Ähnlichkeit mit Hoy Woy II, siehe Hoyerswerda#Musik | 1988  |       | —      |
| Männer, Frauen und Maschinen | Honky Tonk Woman                                         | nach Honky Tonk Women von den Rolling Stones, ursprünglich als Cover, hier mit eigener Musik | 1988  |       | —      |
| Männer, Frauen und Maschinen | Kleine leise Traurigkeit                                 | bereits im Film Gundi Gundermann (VÖ: 1983); alternative Bezeichnung: Eine kleine leise Traurigkeit auf Auswahl I – Alle oder Keiner (VÖ: 2008)                                                                                          | 1988  |       | —      |
| Männer, Frauen und Maschinen | Männer und Frauen                                        | Dni, których nie znamy von Jan Kanty Pawluśkiewicz, bekannt als Wichtig sind Tage die unbekannt sind von Marek Grechuta & Anawa (dt. Text: Kurt Demmler)                                                                                 | 1988  |       | —      |
| Männer, Frauen und Maschinen | Kummer                                                   | | 1988  |       | —      |
| Männer, Frauen und Maschinen | Zu wenig                                                 | | 1988  |       | —      |
| Männer, Frauen und Maschinen | Lancelots Zwischenbilanz II                              | Langfassung von Lancelots Zwischenbilanz I | 1988  | 1981  | 2      |
|                              |                                                          | |       |       |        |
| Einsame Spitze               | Terminator I                                             | gleiche Musik, anderer Text bei Terminator II (RAF-Mix) | 1992  |       | 1      |
| Einsame Spitze               | Einsame Spitze                                           | | 1992  |       | 1      |
| Einsame Spitze               | Blau und blau                                            | ursprünglich als Cover von Scarborough Fair, bekannt durch Simon & Garfunkel, hier mit eigener Musik | 1992  |       | 1      |
| Einsame Spitze               | Nach Haus                                                | | 1992  |       | 1      |
| Einsame Spitze               | Grüne Armee                                              | | 1992  |       | 1      |
| Einsame Spitze               | Brigitta                                                 | ursprünglich als Cover von The Downeaster ‘Alexa’ von Billy Joel; Album: nur zweite Strophe, Liederbuch: drei Strophen | 1992  |       | 1      |
| Einsame Spitze               | Gras II                                                  | Instrumentalversion von Gras | 1992  |       | 1      |
| Einsame Spitze               | Alle oder keiner                                         | Rockin’ in the Free World von Neil Young | 1992  |       | 1      |
| Einsame Spitze               | Kann mich nicht erinnern                                 | | 1992  |       | 1      |
| Einsame Spitze               | Soll sein                                                | | 1992  |       | 1      |
| Einsame Spitze               | Dickes Ende                                              | nur auf der CD und der LP von 2025, aber nicht auf der ursprünglichen LP und MC; Album: eine Strophe, Liederbuch: zwei Strophen | 1992  |       | 1      |
| Einsame Spitze               | Terminator II (RAF-Mix)                                  | nur auf der CD und der LP von 2025, aber nicht auf der ursprünglichen LP und MC; gleiche Musik, anderer Text bei Terminator I | 1992  |       | 1      |
| Einsame Spitze               | Gras                                                     | gleiche Musik bei Gras II, mit Text | 1992  |       | 1      |
| Einsame Spitze               | Komm nicht zu spät                                       | | 1992  |       | 1      |
|                              |                                                          | |       |       |        |
| Der 7te Samurai              | Der siebente Samurai                                     | | 1993  |       | 1      |
| Der 7te Samurai              | Sieglinde                                                | | 1993  |       | 1      |
| Der 7te Samurai              | Niemandsland                                             | | 1993  |       | 1      |
| Der 7te Samurai              | Wenn ich wär                                             | Folklore | 1993  |       | 1      |
| Der 7te Samurai              | Ruhetag                                                  | | 1993  |       | 1      |
| Der 7te Samurai              | Linda                                                    | anlässlich der Geburt seiner Tochter | 1993  |       | 1      |
| Der 7te Samurai              | Herzblatt                                                | | 1993  |       | 1      |
| Der 7te Samurai              | Sehnsucht nach dem Rattenfänger                          | Jahrespreis der Liederbestenliste (1994) | 1993  |       | 1      |
| Der 7te Samurai              | Ich mache meinen Frieden                                 | Album: drei Strophen und erste als vierte wiederholt, Liederbuch: vier unterschiedliche Strophen | 1993  |       | 1      |
| Der 7te Samurai              | Pferd aus Holz                                           | | 1993  |       | 1      |
| Der 7te Samurai              | Kämpfen wie Männer                                       | | 1993  |       | 1      |
| Der 7te Samurai              | Kann dich nicht mehr leiden                              | | 1993  |       | 1      |
| Der 7te Samurai              | Schwarze Galeere                                         | | 1993  |       | 1      |
| Der 7te Samurai              | Einmal                                                   | mit Tamara Danz als Gastsängerin | 1993  |       | 1      |
|                              |                                                          | |       |       |        |
| Frühstück für immer          | Frühstück für immer                                      | | 1995  | 1994  | 2      |
| Frühstück für immer          | Krieg                                                    | | 1995  | 1994  | 2      |
| Frühstück für immer          | Sag wolltest du nicht noch                               | ursprünglich andere Musik und anderer Refrain („Dreht euch um“) bei ähnlichen Strophen | 1995  | 1989  | 2      |
| Frühstück für immer          | Spricht der Teufel                                       | | 1995  | 1994  | 2      |
| Frühstück für immer          | Wenigstens bis morgen                                    | | 1995  | 1994  | 2      |
| Frühstück für immer          | Macht ja nischt                                          | | 1995  | 1994  | 2      |
| Frühstück für immer          | Das wars dann wohl                                       | Textzitate im Refrain aus Die Karawane zieht weiter und Goethes Faust | 1995  | 1989  | 2      |
| Frühstück für immer          | Revolution Nr. 10                                        | | 1995  | 1984  | 2      |
| Frühstück für immer          | Keine Zeit mehr                                          | ursprünglich als Cover von Bajo el Sol de Bogota von León Gieco | 1995  | 1993  | 2      |
| Frühstück für immer          | Vögelchen                                                | | 1995  | 1994  | 2      |
| Frühstück für immer          | So wird es Tag                                           | Sólo le pido a Dios von León Gieco | 1995  | 1988  | (1), 2 |
| Frühstück für immer          | Sonntag in Schwarze Pumpe                                | Gaskombinat Schwarze Pumpe gemeint | 1995  | 1995  | 2      |
| Frühstück für immer          | Hier bin ich geboren                                     | | 1995  | 1995  | 2      |
| Frühstück für immer          | Ist da irgendwer                                         | | 1995  | 1995  | 2      |
|                              |                                                          | |       |       |        |
| Engel über dem Revier        | Heyaheya                                                 | Heya von J. J. Light | 1997  | 1994  | (1), 2 |
| Engel über dem Revier        | Owehoweh                                                 | | 1997  | 1996  | 2      |
| Engel über dem Revier        | Wer hat ein helles Licht bei der Nacht                   | Textzitate aus dem Steigerlied | 1997  | 1996  | 2      |
| Engel über dem Revier        | Weisstunoch                                              | | 1997  | 1996  | 2      |
| Engel über dem Revier        | Morgen morgen                                            | | 1997  | 1996  | 2      |
| Engel über dem Revier        | Leine los                                                | | 1997  | 1994  | 2      |
| Engel über dem Revier        | Streunende Hunde                                         | | 1997  | 1984  | 1, 2   |
| Engel über dem Revier        | Brunhilde                                                | | 1997  | 1997  | 2      |
| Engel über dem Revier        | Und musst du weinen                                      | | 1997  | 1996  | 2      |
| Engel über dem Revier        | Vater                                                    | Baker Baker von Tori Amos | 1997  | 1995  | 2      |
| Engel über dem Revier        | Engel über dem Revier                                    | | 1997  | 1996  | 2      |
| Engel über dem Revier        | Fliegender Fisch II                                      | Text entspricht dem Silly-Lied Fliegender Fisch (VÖ: 1993), siehe unten | 1997  | 1988  | 2      |
|                              |                                                          | |       |       |        |
| —                            | 08                                                       | im Film Gundi Gundermann (VÖ: 1983) | —     | 1979  | (2)    |
| —                            | Abendstunden                                             | [ 20 ] | —     |       | —      |
| —                            | Adam und Eva                                             | [ 21 ] | —     |       | —      |
| —                            | Alles will ich selber                                    | All We Ever Look For von Kate Bush | —     |       | —      |
| —                            | Als sie alle gegangen waren                              | Old Siam, Sir von Wings | —     |       | —      |
| —                            | An der Sonne                                             | nach Auferstanden aus Ruinen (Nationalhymne der DDR) von Johannes R. Becher (Text) und Hanns Eisler (Melodie) | —     |       | —      |
| —                            | An zwei Kinder                                           | [ 24 ] | —     |       | —      |
| —                            | Angelina                                                 | Farewell Angelina von Bob Dylan, bekannt durch Joan Baez; auf Torero … Werkstücke III (VÖ: 2005) | —     |       | —      |
| —                            | Auf unserm Rummelplatz                                   | [ 24 ] | —     |       | —      |
| —                            | Ausgeflippt                                              | im Film Gundi Gundermann (VÖ: 1983) | —     |       | —      |
| —                            | Arbeiter sein                                            | im Film Gundi Gundermann (VÖ: 1983) | —     |       | —      |
| —                            | Armselig traurig & klein                                 | With a Little Help from My Friends von The Beatles; bekannt durch Joe Cocker | —     |       | —      |
| —                            | Atlantic City                                            | Atlantic City von Bruce Springsteen; auf Krams – Das letzte Konzert (1998) | —     | 1993  | 2      |
| —                            | Aus der Fahne                                            | im Film Gundi Gundermann (VÖ: 1983) | —     |       | —      |
| —                            | Ausgeflippt                                              | im Film Gundi Gundermann (VÖ: 1983) | —     |       | —      |
| —                            | Balkon der Träume                                        | von Mikis Theodorakis; auf Oma Else. Eine Hörgeschichte in Liedern mit Petra Kelling (VÖ: 2006) und als „Die Träume werden Rauch“ auf Viva Mikis 85. Theodorakis-Tribut (VÖ: 2010)                                                       | 2006  |       | —      |
| —                            | Christiane                                               | As Tears Go By von The Rolling Stones, auch Marianne Faithfull; auf Krams – Das letzte Konzert (1998) | —     | 1991  | 2      |
| —                            | Cuba                                                     | Nicaragua von Bruce Cockburn; auf Unplugged mit Silly (VÖ: 1999), Werkstücke II. Die Wilderer (VÖ: 2004) und auf Torero … Werkstücke III (VÖ: 2005)                                                                                      | —     |       | 1      |
| —                            | Dampfmaschine                                            | [ 24 ] | —     |       | —      |
| —                            | Dante di Nanni                                           | Dante di Nanni von Stormy Six | —     |       | —      |
| —                            | Das war mein zweitbester Sommer                          | auf Krams – Das letzte Konzert (1998) und Live im Tränenpalast (1998) | —     | 1997  | 2      |
| —                            | Dem deutschen Volk                                       | auf Werkstücke II. Die Wilderer (VÖ: 2004) | —     |       | 1      |
| —                            | Der dumme August                                         | Entspricht dem Silly-Lied Ein Gespenst geht um (VÖ: 1998), siehe unten | —     |       | —      |
| —                            | Der kleine Kranich                                       | Don’t Let Me Down von The Beatles; evtl. identisch mit So lasst mich gehen? | —     |       | —      |
| —                            | Der Mond ist aufgegangen                                 | Der Mond ist aufgegangen von Matthias Claudius (Text) und Johann Abraham Peter Schulz (Melodie); auf Auswahl I – Alle oder Keiner (VÖ: 2008)                                                                                             | —     |       | —      |
| —                            | Der Narr                                                 | auf Krams – Das letzte Konzert (1998), Auswahl I – Alle oder Keiner (VÖ: 2008) | —     | 1980  | 2      |
| —                            | Die Antenne ist verbogen                                 | [ 29 ] | —     |       | —      |
| —                            | Die Festung                                              | auf Werkstücke II. Die Wilderer (VÖ: 2004), Oma Else. Eine Hörgeschichte in Liedern mit Petra Kelling (VÖ: 2006) | —     | 1982  | 2      |
| —                            | Die Letzten werden die Ersten sein                       | auf Werkstücke II. Die Wilderer (VÖ: 2004) | —     |       | 1      |
| —                            | Die Träume werden Rauch                                  | Alternativtitel auf Viva Mikis 85 von Balkon der Träume, siehe dort | s. o. | s. o. | —      |
| —                            | Die Zukunft                                              | auf Krams – Das letzte Konzert (1998), Oma Else. Eine Hörgeschichte in Liedern mit Petra Kelling (VÖ: 2006) | —     | 1997  | 2      |
| —                            | Dixie Down                                               | Alternativtitel im Liederbuch von Old Dixie Down, siehe dort | —     | s. u. | s. u.  |
| —                            | Doch ich hab was getan                                   | [ 30 ] | —     |       | —      |
| —                            | Drachentöters Vater                                      | Bonny Moorhen von Steeleye Span; im Film Gundi Gundermann (VÖ: 1983); auf Torero … Werkstücke III (VÖ: 2005) | —     |       | —      |
| —                            | Ein stolzes Schiff                                       | Ein stolzes Schiff von Heinrich Schacht | —     |       | —      |
| Männer, Frauen und Maschinen | Eine kleine leise Traurigkeit                            | Alternativtitel auf Auswahl I – Alle oder Keiner (VÖ: 2008) von Kleine leise Traurigkeit auf dem Album Männer, Frauen und Maschinen | 1988  |       | —      |
| —                            | Eiserner Holzfäller                                      | City of Love von Yes; „Rollenlied des ,Eisernen Holzfällers‘“ | —     |       | —      |
| —                            | Erste Reaction                                           | Es ist ein Schnee gefallen (Volkslied) | —     |       | —      |
| —                            | Es kommt der Tag                                         | ? von Curtis Mayfield?; auf Werkstücke II. Die Wilderer (VÖ: 2004), auf Torero … Werkstücke III (VÖ: 2005), Oma Else. Eine Hörgeschichte in Liedern mit Petra Kelling (VÖ: 2006) und Auswahl I – Alle oder Keiner (VÖ: 2008)             | —     | 1989  | 2      |
| —                            | Europa                                                   | Racing in the Street von Bruce Springsteen; auf Werkstücke II. Die Wilderer (VÖ: 2004) | —     | 1988  | (2)    |
| —                            | Feuerwasser                                              | Fire von Bruce Springsteen; auf Torero … Werkstücke III (VÖ: 2005) | —     |       | —      |
| —                            | Für C.                                                   | People Get Ready von The Impressions, bekannt durch Jeff Beck, Rod Stewart; „C.“ steht für „Conny“, Gundermanns Frau; auf Werkstücke II. Die Wilderer (VÖ: 2004), Oma Else. Eine Hörgeschichte in Liedern mit Petra Kelling (VÖ: 2006)   | —     |       | —      |
| —                            | Für ein bisschen Geld                                    | Where Peaceful Waters Flow von Chris de Burgh | —     |       | —      |
| —                            | Gehen oder bleiben                                       | Alternativtitel von Für C., siehe dort | —     | s. o. | s. o.  |
| —                            | Gerade geboren                                           | Text entspricht dem Silly-Lied Hintenvorn (VÖ: 1993), siehe unten | —     |       | —      |
| —                            | Hampelmann                                               | Jumpin’ Jack Flash von The Rolling Stones | —     |       | —      |
| —                            | Harlekin                                                 | I Can’t Stand the Rain von Ann Peebles, Don Bryant und Bernard Miller, bekannt durch Tina Turner | —     |       | —      |
| —                            | Harter Tag                                               | A Hard Day’s Night von The Beatles | —     |       | —      |
| —                            | Helpless                                                 | Helpless von Neil Young bzw. Crosby, Stills, Nash & Young; auf Live-Stücke I (VÖ: 2004); „Keine Platte mehr“, trotz gleicher Musik nicht identisch mit Weinen                                                                            | —     |       | —      |
| —                            | Hey Bruder sag mir                                       | Games People Play von Joe South; auf Torero … Werkstücke III (VÖ: 2005) | —     |       | (2)    |
| —                            | Hiroshima                                                | Hiroshima von Wishful Thinking | —     |       | —      |
| —                            | Hochzeitslied                                            | One Misty Moisty Morning (traditionell), bekannt durch Steeleye Span | —     | 1979  | 2      |
| —                            | Hör die Wölfe heulen                                     | auf Torero … Werkstücke III (VÖ: 2005) | —     |       | —      |
| —                            | Hoy Woy II                                               | My Hometown von Bruce Springsteen; keine Ähnlichkeit mit Hoy Woy, siehe Hoyerswerda#Musik; auf Torero … Werkstücke III (VÖ: 2005) | —     |       | (1)    |
| —                            | Hungerherzen                                             | Hungry Heart von Bruce Springsteen | —     |       | —      |
| —                            | Ilja Murometz                                            | im Film Gundi Gundermann (VÖ: 1983) | —     | 1977  | (2)    |
| —                            | In der Nachbarschaft                                     | In The Neighborhood von Tom Waits; auf Krams – Das letzte Konzert (1998) | —     | 1993  | 2      |
| —                            | In meines Vaters Land                                    | | —     | 1989  | 2      |
| —                            | Katze im Sack                                            | [ 36 ] | —     |       | —      |
| —                            | Kein Land in Sicht                                       | auf Krams – Das letzte Konzert (1998) und Werkstücke II. Die Wilderer (VÖ: 2004) | —     |       | 1      |
| —                            | Keine Märchen mehr                                       | auf Werkstücke II. Die Wilderer (VÖ: 2004) und Auswahl I – Alle oder Keiner (VÖ: 2008) | —     |       | 1      |
| —                            | Keine Platte mehr                                        | Alternativtitel von Helpless, siehe dort | —     | s. o. | s. o.  |
| —                            | Kommen und gehen                                         | auf Live-Stücke I (VÖ: 2004) und Torero … Werkstücke III (VÖ: 2005) | —     | 1998  | (2)    |
| —                            | Kopf aus Holz                                            | Heart of Gold von Neil Young | —     |       | (2)    |
| —                            | Kleiner Junge (Zeig mir Deine Zähne)                     | auf Torero … Werkstücke III (VÖ: 2005) | —     |       | —      |
| —                            | Lass uns heut Nacht in Dresden spielen                   | Lucky Town von Bruce Springsteen | —     |       | —      |
| —                            | Leben im Auge des Hurricans                              | [ 38 ] | —     |       | —      |
| —                            | Lied der Internationalen Briganden                       | von Ernst Busch, im Film Gundi Gundermann (VÖ: 1983) | —     |       | —      |
| —                            | Loblied für die alten Männer                             | auf Torero … Werkstücke III (VÖ: 2005) | —     |       | —      |
| —                            | Mama hat Geburtstag                                      | [ 24 ] | —     |       | —      |
| —                            | Nach der Freisprechung                                   | Ohio von Crosby, Stills, Nash & Young | —     |       | —      |
| —                            | Nun stell dir vor                                        | Imagine von John Lennon | —     |       | —      |
| —                            | Oktober                                                  | Because the Night von Patti Smith und Bruce Springsteen | —     | 1989  | (2)    |
| —                            | Old Dixie Down                                           | The Night They Drove Old Dixie Down von The Band, bekannt durch Joan Baez; mit Textzitaten aus Am Rio Jarama von Ernst Busch und Die Internationale, auf Werkstücke II. Die Wilderer (VÖ: 2004)                                          | —     |       | 1      |
| —                            | Ossi Reservation                                         | Indian Reservation von Redbone, bekannt als Cherokee People von Paul Revere & the Raiders | —     | 1990  | (2)    |
| —                            | Puppenmutti                                              | Army Dreamers von Kate Bush | —     |       | —      |
| —                            | Radiolied                                                | [ 24 ] | —     |       | —      |
| —                            | Rastatt (Hey Du Leutnant)                                | Cam Ye O’er Frae France, bekannt durch Steeleye Span; auf Torero … Werkstücke III (VÖ: 2005) | —     |       | —      |
| —                            | Rocket Launcher                                          | If I Had a Rocket Launcher von Bruce Cockburn; auf Werkstücke II. Die Wilderer (VÖ: 2004) | —     |       | —      |
| —                            | RocknRollStar                                            | auf Torero … Werkstücke III (VÖ: 2005) | —     |       | —      |
| —                            | Rummellied                                               | Sitting von Cat Stevens | —     |       | —      |
| —                            | Satisfaction                                             | (I Can’t Get No) Satisfaction von den Rolling Stones | —     |       | —      |
| —                            | Schneegebirge                                            | Und in dem Schneegebirge, schlesisches Volkslied nach Hoffmann von Fallersleben; auf Werkstücke II. Die Wilderer (VÖ: 2004), Torero … Werkstücke III (VÖ: 2005) und Oma Else. Eine Hörgeschichte in Liedern mit Petra Kelling (VÖ: 2006) | —     |       | —      |
| —                            | So lasst mich gehen                                      | Don’t Let Me Down von The Beatles; evtl. identisch mit Der kleine Kranich? | —     |       | —      |
| —                            | Söhnchen, wohin reitest du                               | [ 39 ] | —     |       | —      |
| —                            | Steinland                                                | Badlands von Bruce Springsteen; auf Werkstücke II. Die Wilderer (VÖ: 2004) und Auswahl I – Alle oder Keiner (VÖ: 2008) | —     |       | (1)    |
| —                            | Straße nach Norden                                       | Bundesstraße 96 gemeint, auf Krams – Das letzte Konzert (1998) | —     | 1998  | 2      |
| —                            | Streit und Kampf                                         | [ 24 ] | —     |       | —      |
| —                            | Torero (Alle gegen Einen)                                | Entspricht dem Silly-Lied Alle gegen Einen (VÖ: 1998), siehe unten; auf Torero … Werkstücke III (VÖ: 2005) | —     |       | —      |
| —                            | Über Nacht                                               | Alternativtitel von Oktober, siehe dort | —     | s. o. | s. o.  |
| —                            | Und ich suche die ich liebe                              | im Film Gundi Gundermann (VÖ: 1983); auf Live-Stücke I (VÖ: 2000) | —     |       | —      |
| —                            | Unten am Fahrstuhl                                       | Down on the Corner von Creedence Clearwater Revival | —     |       | —      |
| —                            | Vogelfrei                                                | | —     |       | 1      |
| —                            | War dein Freund                                          | Downbound Train von Bruce Springsteen; auf Krams – Das letzte Konzert (1998) | —     | 1997  | 2      |
| —                            | Weinen                                                   | Helpless von Neil Young bzw. Crosby, Stills, Nash & Young; „Song der Figur ,Tränchen Traurig‘“; im Film Gundi Gundermann (VÖ: 1983); trotz gleicher Musik nicht identisch mit Helpless                                                   | —     |       | —      |
| —                            | Wenn mein Freund …                                       | Find the Cost of Freedom von Crosby, Stills, Nash & Young | —     |       | —      |
| —                            | Wetterhähnchen                                           | Wellenreiter von BAP | —     |       | —      |
| —                            | Wir nun                                                  | Go to Extremes von Billy Joel | —     |       | —      |
| —                            | Wo bleiben wir                                           | Downtown Train von Tom Waits; auf Krams – Das letzte Konzert (1998), Werkstücke II. Die Wilderer (VÖ: 2004) und Torero … Werkstücke III (VÖ: 2005)                                                                                       | —     | 1990  | (1), 2 |
| —                            | Wo soll’n wir hin                                        | Alternativtitel im Liederbuch 1 von Wo bleiben wir, siehe dort | —     | s. o. | s. o.  |
| —                            | Wolken und Asphalt                                       | [ 22 ] | —     |       | —      |
| —                            | Zeig mir deine Zähne                                     | Alternativtitel von Kleiner Junge, siehe dort | —     | s. o. | s. o.  |
| —                            | Zerraufte Vögel                                          | | —     | 1989  | 2      |

## Texter für Silly
Gundermann textete für zwei Silly-Alben. Die Texte für das Album Februar (1989) verfasste er mit Tamara Danz, die für das Album Hurensöhne (1993) allein. Davon interpretierte er einige Lieder selbst. Ein gemeinsames Unplugged-Konzert von 1994 wurde 1999 veröffentlicht.
| Album      | Nr. | Titel                   | Titel der Gundermann-Interpretation |
| ---------- | --- | ----------------------- | ----------------------------------- |
| Februar    | 01  | Ein Gespenst geht um    | Der dumme August                    |
| Februar    | 02  | Verlorne Kinder         |                                     |
| Februar    | 03  | Alle gegen Einen        | Torero (Alle gegen Einen)           |
| Februar    | 04  | SOS                     |                                     |
| Februar    | 06  | Traumteufel             |                                     |
| Februar    | 07  | Landekreuz meiner Seele |                                     |
| Februar    | 09  | Männer wollen Frauen    |                                     |
| Februar    | 10  | Paradiesvögel           |                                     |
| Hurensöhne | 03  | Fliegender Fisch        | Fliegender Fisch II                 |
| Hurensöhne | 05  | Hintenvorn              | Gerade geboren                      |
| Hurensöhne | 06  | Loch Im Kopf            |                                     |
| Hurensöhne | 11  | Hexen                   |                                     |

## Liederbücher
- Gundermann. Das Liederbuch. Herausgegeben von Mario Ferraro. Buschfunk, Berlin 1996, ISBN 3-931925-34-X (42 Liedtexte, davon 35 mit Noten einschließlich aller Titel der Alben Einsame Spitze und Der 7te Samurai).
- Gundermann. Das Liederbuch 2. Herausgegeben von Mario Ferraro. Buschfunk, Berlin 1999, ISBN 3-931925-35-8 (49 Liedtexte, davon 41 mit Noten einschließlich aller Titel der Alben Frühstück für immer und Engel über dem Revier).
- 33 Lieder für Schauspieler. zum Vorsprechen, Studieren und Kennenlernen.  Herausgegeben und mit einer Einführung versehen von Frank Raschke. Henschel, Leipzig 2013, ISBN 978-3-89487-728-6, S. 115–138.
- Poesiealbum 338: Gerhard Gundermann. Märkischer Verlag Wilmenhorst 2018, ISBN 978-3-943-708-38-7.
- Gundermanns Lieder in Europa. „Mit ’nem Lied fang ich erst mal an.“ Internationales Liedprojekt. Symposium, Workshop & Audio-CD, Großräschen / Hoyerswerda, 17.–22.6.2018. Herausgegeben von Gundermanns Seilschaft e. V., Stichting Holländerei und Stowarzyszenie Literacko Muzyczne „Ballada“. Buschfunk, Berlin 2019, ISBN 978-3-931925-41-3.